# Tyrrellia ovalis
Tyrrellia ovalis är en kvalsterart som beskrevs av Marshall 1932. Tyrrellia ovalis ingår i släktet Tyrrellia och familjen Limnesiidae. Inga underarter finns listade i Catalogue of Life.